# Психология развития

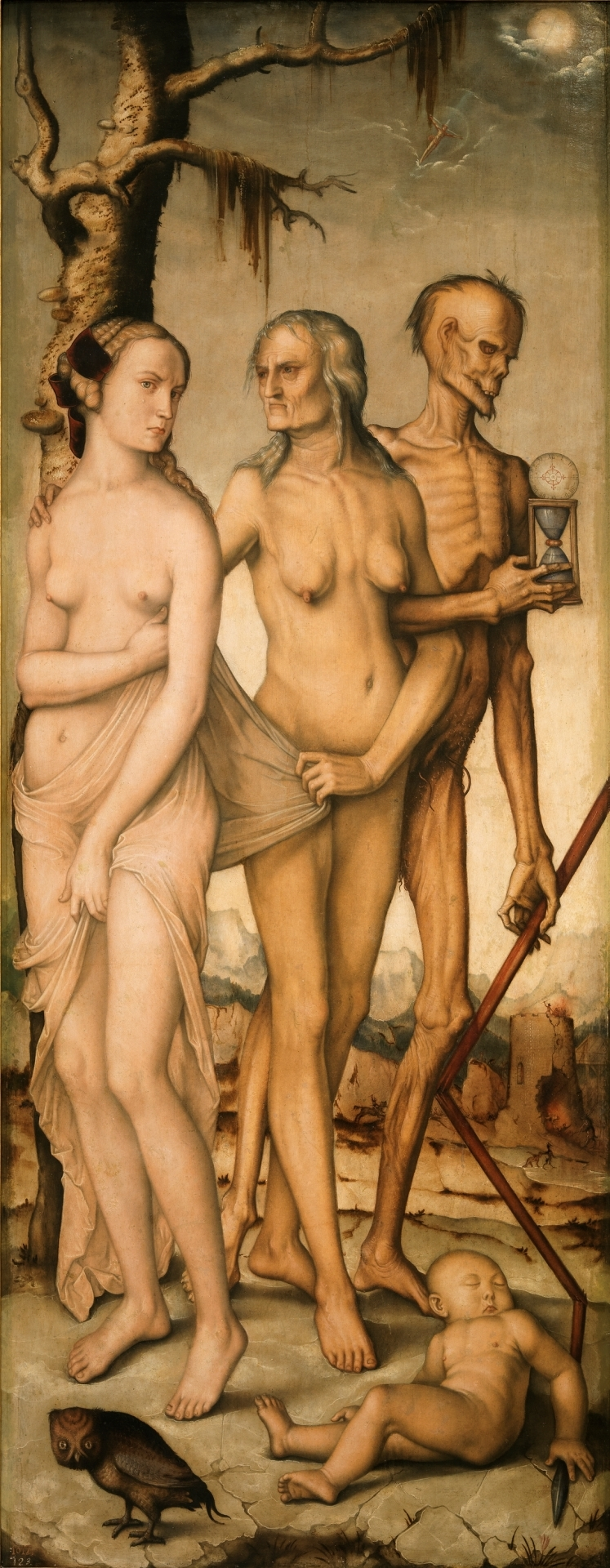
Три возраста и смерть
Ганс Бальдунг, 1540—1543
музей Прадо, Мадрид

Психология развития — отрасль психологии, которая включает в себя целый ряд областей, таких как педагогическая психология, детская психопатология, судебная психология, психология развития ребёнка, когнитивная психология, экологическая психология и культурная психология. Среди влиятельных психологов развития XX века — Ури Бронфенбреннер, Эрик Эриксон, Зигмунд Фрейд, Жан Пиаже, Барбара Рогофф и Лев Выготский.
Возрастная психология — отрасль психологии, изучающая психологические изменения человека по мере взросления. Она состоит из трёх подотраслей: геронтопсихологии, детской психологии, пре- и перинатальной психологии. Исследует психику и человеческий организм во все возрастные периоды и на всех стадиях, принимая во внимание биологические, антропологические, социологические и психологические факторы, влияющие на его развитие.

## История
Основателями современной психологии развития обычно называют Жан-Жака Руссо и Джона Б. Уотсона. В середине XVIII века Жан-Жак Руссо описал три стадии развития: младенцы (младенчество), пуэр (детство) и юность в книге Эмиль или о Воспитании. В то время идеи Руссо были активно восприняты педагогами.
В 1882 году вышла в свет книга немецкого физиолога и психолога Вильгельма Прейера «Душа ребёнка», посвящённой детской психологии.
В 1920-х годах психология развития оформилась как отрасль психологических знаний, как самостоятельная наука.
Истоки психологии развития как науки:
1. Развитие философских теорий
2. Открытия эволюционной биологии в XIX веке
3. Социально-исторические изменения
4. Развитие естественных и гуманитарных наук

60-70 гг. XX в. — термин «психология развития» прочно утвердился в мировой науке (синоним генетическая психология).

## Предмет, задачи и методы

### Предмет психологии развития и возрастной психологии
1. Условия и движущие причины онтогенеза человеческой психики
2. Развитие психических процессов (познавательных, эмоциональных, волевых)
3. Развитие различных видов деятельности (активности)
4. Формирование качеств личности
5. Возрастные и индивидуальные психологические особенности

Объект психологии развития — сложная динамическая система взаимосвязанных процессов и явлений.
Научная цель психологии развития — постижение психологических явлений путём анализа их происхождения, поэтому она входит в область общей психологии. Это часть общей психологии, которая изучает сходство и различия психологического функционирования человека на протяжении всей его жизни.

### Функции психологии развития
1. Описание — описывает особенности развития человека в разные возрастные периоды с точки зрения внешнего поведения и внутренних переживаний
2. Объяснение процесса развития — понимание причин, факторов, условий изменения в поведении и переживаний человека в разные возрастные этапы.
3. Прогнозирование тех или иных изменений в поведении и переживаниях человека как следствие его развития
4. Коррекция психического развития — создание оптимальных условий для управления развитием

### Методы исследования
1. Организационный метод.
  - сравнительный метод — сопоставление различных групп; данные по каждой группе сравниваются между собой и делаются выводы о том, какие тенденции развития здесь наблюдаются и чем они обусловлены.
  - лонгитюдный метод — длительный, предполагает несколько методик. Метод применяется в различных видах исследования, например, в выборочном или комплексном исследовании.
  - комплексный — сочетание сравнительного и лонгитюдного метода
2. Эмпирический метод.
  - метод наблюдения
  - экспериментальный метод
  - психологическая диагностика (беседа, тестирование, анкета, опрос)
  - биографический метод
  - обсервационный метод(наблюдение и самонаблюдение)
3. Интерпретационный метод
  - генетический метод
  - структурный метод

## Теории развития[2]
- Ранние теории: преформизм, конформизм Локк и Руссо
- Теория созревания Гезелла
- Этологические и эволюционные теории Дарвина, Лоренца и Тинбергена
- Теории привязанности — Боулби и Эйнсуорт
- Философия образования Монтессори
- Теория организма и сравнительная теория Вернера
- Теория когнитивного развития Пиаже: Швейцарский психолог Жан Пиаже утверждал, что дети активно учатся и получают знания через практический опыт, он также выдвинул предположение, что роль взрослого заключается в том, чтобы предоставить ребёнку необходимые материалы для осуществления своей практической деятельности. Жан использовал в работе с детьми метод Майевтика, созданный Сократом, для того чтобы дети могли задуматься о собственных действиях и могли, тем самым, увидеть противоречия в своих объяснениях.[3] Пиаже считал, что интеллектуальное развитие детей имеет несколько стадий, которые он изложил в своей теории когнитивного развития. Каждый этап состоит из шагов, которые ребёнку необходимо освоить, прежде чем перейти к следующему шагу. Он считал, что каждый этап взаимосвязан друг с другом, например, каждый новый этап строится на основе предыдущего в непрерывном процессе обучения. Жан предложил несколько стадий развития интеллекта : период сенсо-моторного интеллекта (0—2 года), период подготовки и организации конкретных операций (2—11 лет), период формальных операций (11—15 лет), которые по его теории проходят строго в определённом возрастном порядке.[4]
- Стадии нравственного развития по Колбергу
- Теории научения: Павлов, Уотсон, Скиннер
- Теория социального научения Бандуры
- Культурно-историческая теория Выготского и Лурии
- Психосексуальное развитие Зигмунда Фрейда
- Теория сепарации-индивидуации Маргарет Малер
- Восемь стадий жизни Эриксона
- Теория аутизма Беттельгейма
- Теория детских переживаний Шахтеля
- Теория зрелости Юнга
- Теория развития на основе привязанности Ньюфелда
- Теории двойной детерминации развития личности